# Iodano
Iodano is een bestuurslaag in het regentschap Nias van de provincie Noord-Sumatra, Indonesië. Iodano telt 358 inwoners (volkstelling 2010).